# سیارک ۴۰۲۲

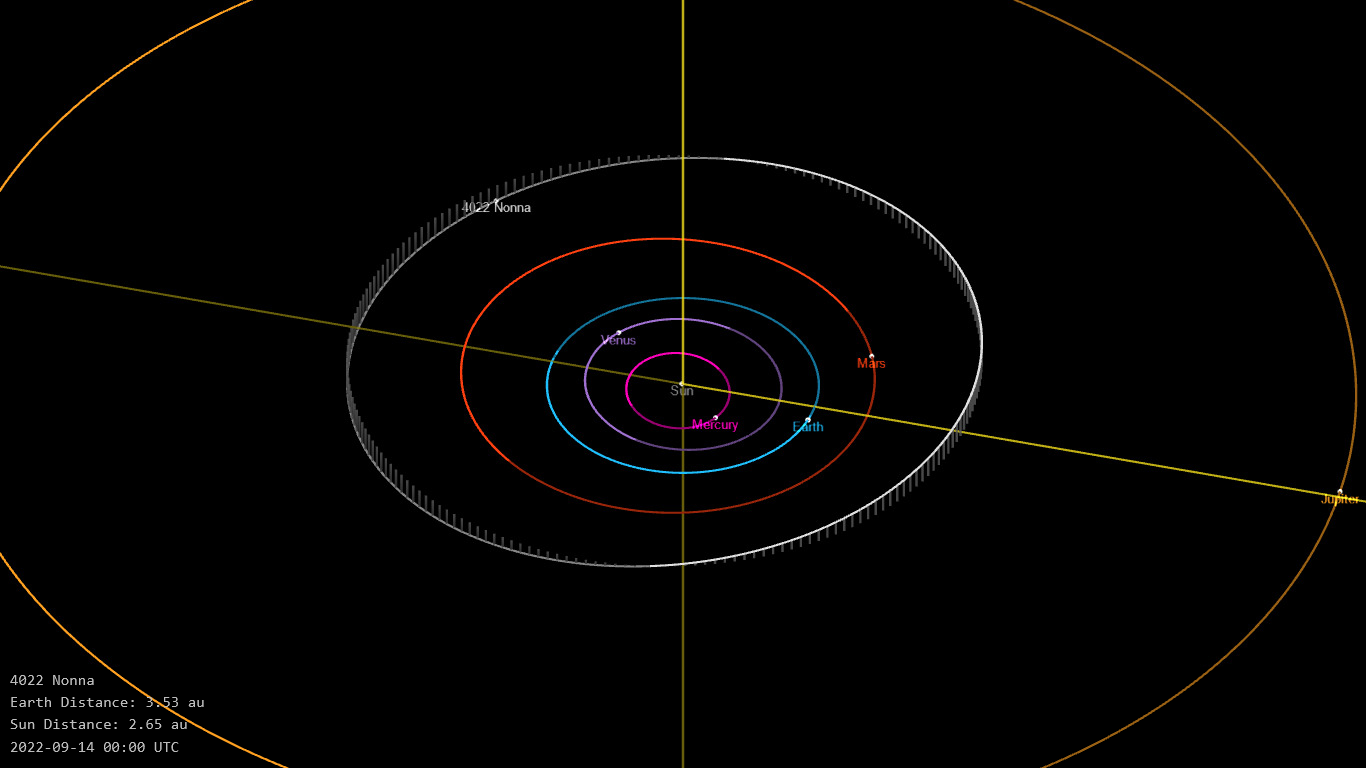
مدار سیارک ۴۰۲۲ و موقعیت آن در منظومه شمسی

سیارک ۴۰۲۲ (به انگلیسی: 4022 Nonna، نامگذاری:1981TL4) چهار هزار و بیست و دومین سیارک کشف شده‌است که در ۸ اکتبر ۱۹۸۱ کشف شد.
قدر مطلق سیارک برابر ۱۲٫۷۰ است.